# Plectocomia longistigma
Plectocomia longistigma är en enhjärtbladig växtart som beskrevs av Madulid. Plectocomia longistigma ingår i släktet Plectocomia och familjen Arecaceae. Inga underarter finns listade i Catalogue of Life.